# Torre de la Leonera
El Torre de la Leonera, también llamada Torre de la Lechera, Torre Benamoris, Torre Benamoriz y Torre de la Leche, es una torre vigía situada en la localidad malagueña de Benahavís, España. Cuenta con la protección de la Declaración genérica del Decreto de 22 de abril de 1949, y la Ley 16/1985 sobre el Patrimonio Histórico Español.
La de la Leonera es una de las cinco torres vigías construidas en época nazarí para la defensa del castillo de Montemayor, que aparecen en el escudo de la localidad. Las otras son las torres Daidín, Campanillas, Tramores y Estéril. Si bien, otras fuentes señalan un posible origen almohade ligado al sistema hidráulico. Tiene planta rectangular y una construcción abovedada adosada. 